# صاریغ دم‌کوتاه کوتوله
صاریغ دم‌کوتاه کوتوله (نام علمی: Monodelphis kunsi) نام یک گونه از سرده تک‌زهدان‌ها است.